# Aklimatizacija
Aklimatizacija je fiziološki proces postopnega prilagajanja organizma spremenjenim razmeram v okolju. Proces omogoča preživetje oziroma prilagoditev novim spremenjenim razmeram. Običajno gre za spremembo v temperaturi okolice, svetlobe, vlage ipd. Proces aklimatizacije je reverzibilen in poteka samodejno, v časovnem intervalu nekaj dni do nekaj tednov. Aklimatizacija je naraven odziv na spremembe okolja v celoti. Proces je lahko postopen in neopazen, lahko pa je pogojen s spreminjanjem letnih časov. Primer tega je menjavanje zimske in poletne dlake pri sesalcih, ki živijo v okolju, kjer je izrazito menjavanje letnih časov. Soroden izraz je aklimacija, s katerim označujemo prilagoditev organizma na en konkreten dejavnik okolja.

## Živali
Živali se aklimatizirajo na različne načine. V hladnih in vlažnih predelih ovcam zraste debelejša dlaka. Tudi ribe se lahko postopoma prilagodijo temperaturnim in kakovostnim spremembam vode. V trgovinah z malimi živalmi hranijo tropske ribice v aklimatizacijksih torbah, dokler ne poteče proces aklimatizacije. 

### Človek
Klasičen primer aklimatizacije pri človeku so spremembe, ki se zgodijo po selitvi iz hladnega v vroče podnebje in trajajo do sedem dni. Selitev povzroči samodejno prilagoditev organizma na nove razmere na ta način, da se telo hitreje in močneje znoji, znižata se srčni utrip in temperatura kože. Prav tako se zniža raven izločanja soli v znoju. V primeru, da se telo ne aklimatizira, nastopi povečano tveganje za podvrženost vročinskim boleznim (vročinska kap, vročinski krči, pljučnica).
Aklimatizacija oziroma prilagajanje na visoke nadmorske višine traja lahko več mesecev ali let, ko pa je končana, omogoča ljudem, da preživijo v okolju, kjer bi brez aklimatizacije umrli. Ljudem, ki pogosto odhajajo na visoke nadmorske višine se poveča število rdečih krvničk, ki omogoča večji prenos kisika po telesu in s tem kompenzirajo nižjo raven kisika v ozračju.

## Rastline
Veliko rastlin, kot so javor, perunika, paradižnik, lahko preživi zmrzal, če se temperatura več dni počasi in enakomerno znižuje. Nenaden padec za tako temperaturno razliko pa bi jih umoril. Proces prilagajanja se imenuje utrjevanje in zajema različne vrste prilagoditev, kot so zmanjševanje količine vode v rastlini in povečanje količine sladkorjev, s čimer se zniža temperatura ledišča rastlinskih sokov.